# Hygrophila corymbosa
Espèce
Hygrophila corymbosa, ou Hygrophile géante, est une espèce de plantes à fleurs de la famille des Acanthaceae. C'est une plante aquatique originaire d'Asie du Sud et d'Asie du Sud-Est.

## Description
Hygrophila corymbosa autrement appelé « kompakt » est une plante dont la taille est d'environ une quinzaine de centimètres et parfois jusqu'à 50-60 cm avec des feuilles longues ovales atteignant 15-20 cm de long.
L'ensoleillement et la pénombre dans une eau entre 22 et 28 °C conviennent parfaitement à cette plante. Cette plante a les nouvelles feuilles d'une couleur rougeâtre. Cette plante grandit avec un substrat nutritif mais peut très bien vivre avec un complément nutritif en argile .
Pour une meilleure pousse, il faut qu'elle soit placée dans un bac nano au second plan.